# Dolomiti Settentrionali di Zoldo
Le Dolomiti Settentrionali di Zoldo sono un gruppo montuoso dolomitico appartenente alle Dolomiti di Zoldo. Si trova in Veneto (Provincia di Belluno) e principalmente a nord della Val di Zoldo.

## Classificazione

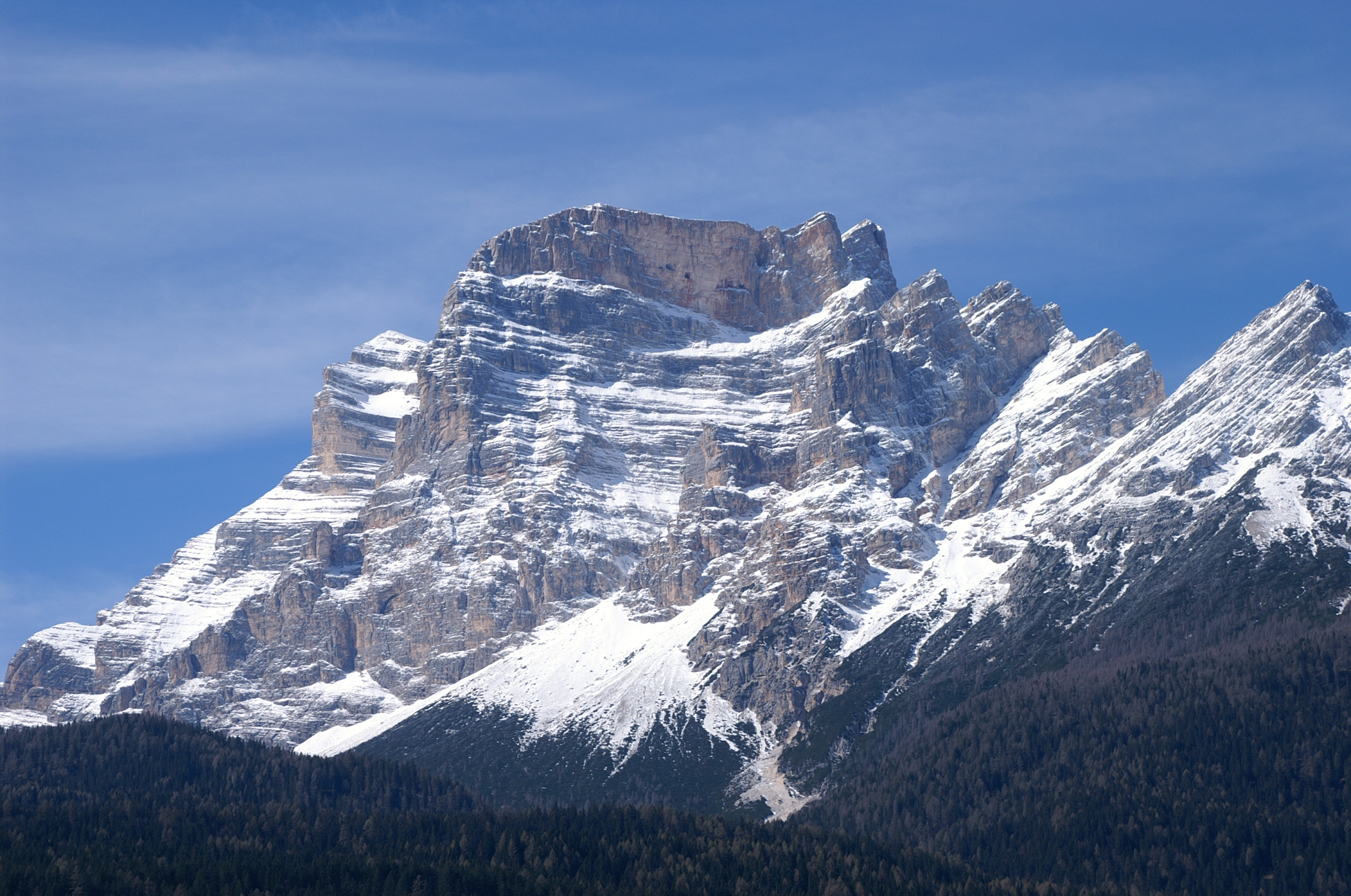
Il Pelmo.

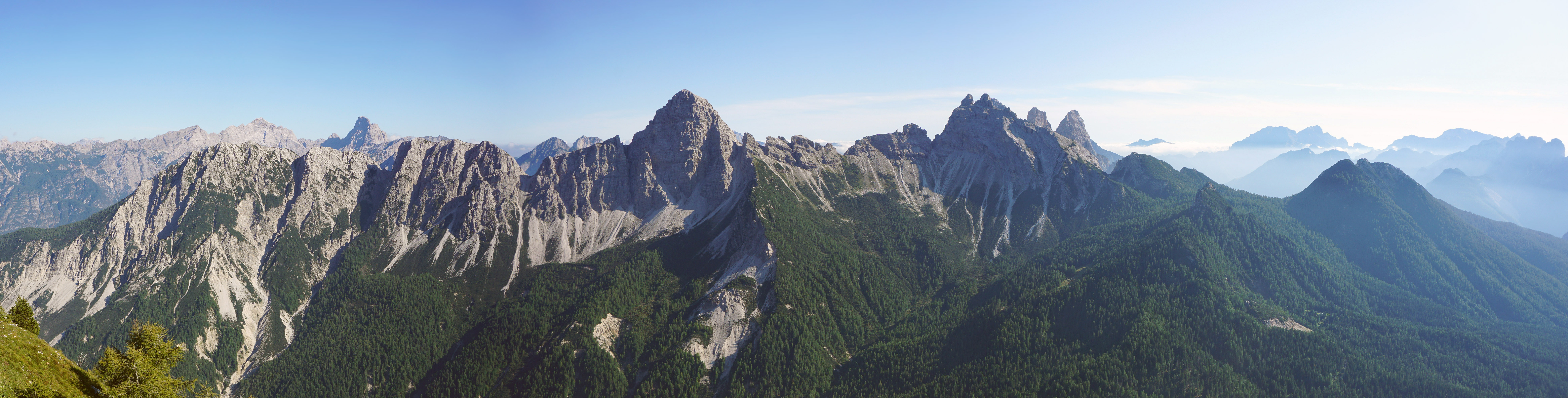
Gruppo del Bosconero

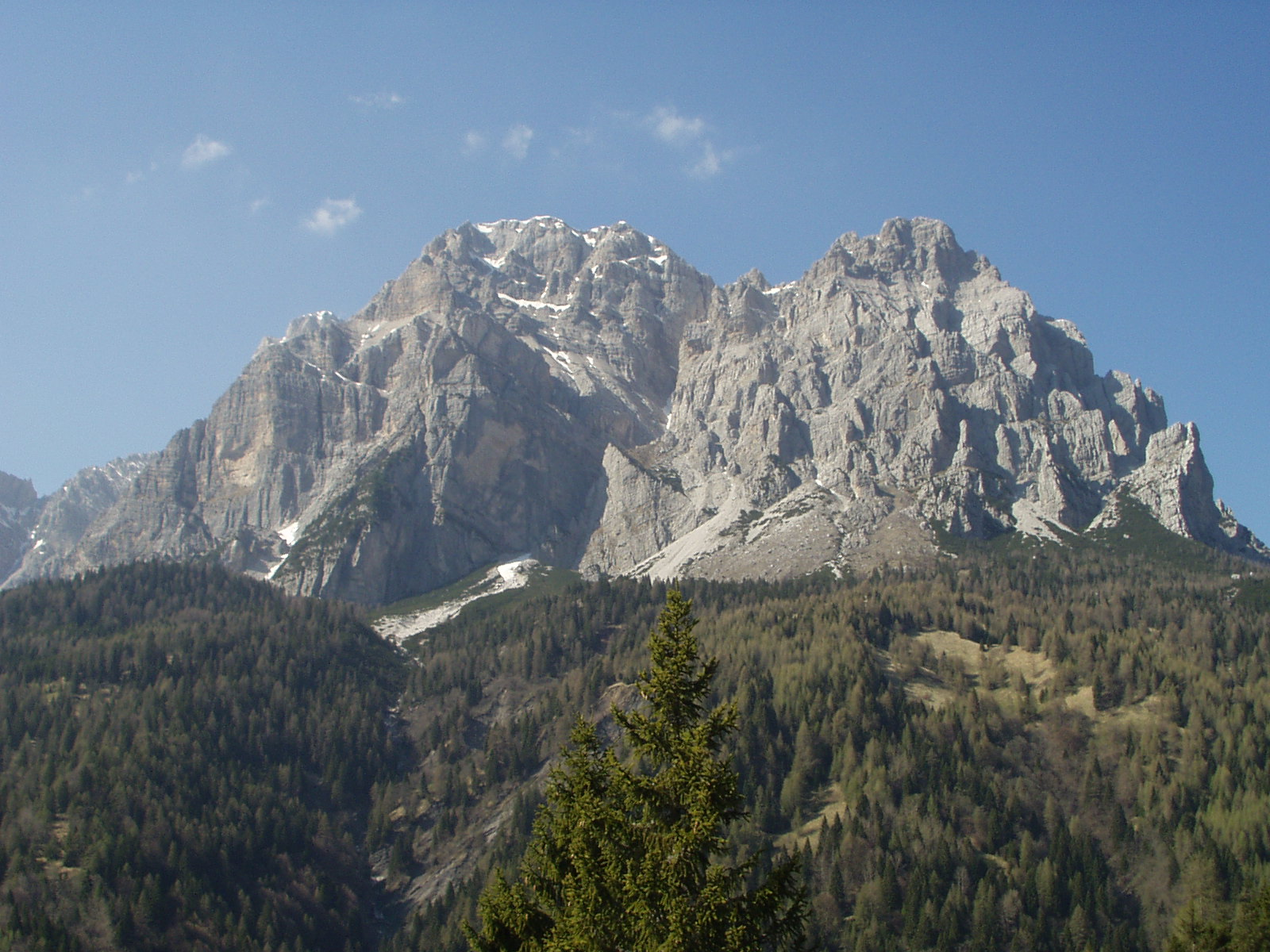
Moiazza

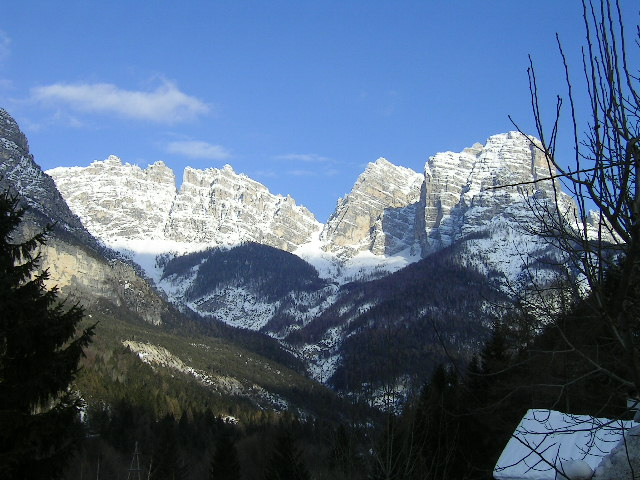
Sasso di Bosconero

La SOIUSA vede le Dolomiti Settentrionali di Zoldo come un supergruppo alpino e vi attribuisce la seguente classificazione:
- Grande parte = Alpi Orientali
- Grande settore = Alpi Sud-orientali
- Sezione = Dolomiti
- Sottosezione = Dolomiti di Zoldo
- Supergruppo = Dolomiti Settentrionali di Zoldo
- Codice = II/C-31.II-A

## Delimitazioni
A nord sono delimitate dalla Val Fiorentina, la Forcella Forada ed il torrente Boite; ad est dal fiume Piave; a sud dalla Val di Zoldo e dal Passo Duran e ad ovest dal torrente Cordevole.

## Suddivisione
Secondo la SOIUSA le Dolomiti Settentrionali di Zoldo sono suddivise in quattro gruppi e tredici sottogruppi:
- Gruppo del Pelmo i.s.a. (1)
  - Gruppo del Pelmo in senso stretto (1.a)
    - Dorsale cime di Val d'Arcia-Crode di Forcla Rossa (1.a/a)
    - Massiccio del Pelmo (1.a/b)
    - Massiccio del Pelmetto (1.a/c)
    - Dorsale Sass de Formedal-Punta (1.a/d)

  - Catena Penna-Col dur-Col alto (1.b)
    - Dorsale Penna-Serla (1.b/a)
    - Dorsale Col Dur-Col Alto (1.b/b)
- Gruppo del Bosconero (2)
  - Sottogruppo Sfornioi-Sassolungo di Cibiana (2.a)
    - Dorsale Pala Anziana-Spiz de San Pietro (2.a/a)
    - Nodo degli Sfornioi (2.a/b)
    - Dorsale del Sassolungo di Cibiana (2.a/c)

  - Sottogruppo Bosconero-Rocchette (2.b)
    - Nodo del Sasso di Bosconero (2.b)
    - Nodo del Sasso di Toanella (2.b)
    - Dorsale delle Rocchette del Bosconero (2.b)
    - Dorsale delle Rocchette de la Serra (2.b)
- Gruppo del Civetta (3)
  - Dorsale Pan di Zucchero-Coldai (3.a)
  - Dorsale del Civetta (3.b)
  - Dorsale Zuiton-Spitz de Zuel (3.c)
  - Dorsale dei Cantoni (3.d)
  - Dorsale De Gasperi-Col Bean (3.e)
  - Dorsale di Pelsa (3.f)
- Gruppo della Moiazza (4)
  - Dorsale Sasse-Moiazzetta (4.a)
  - Dorsale delle Moiazze (4.b)
  - Dorsale delle Nevere (4.c)

Si osserva che il Gruppo del Pelmo ed il Gruppo del Bosconero insieme formano un settore di supergruppo detto Dolomiti Cadorine Meridionali (oppure Dolomiti Nord-orientali di Zoldo) e vengono considerati parte delle Dolomiti Cadorine intese in senso ampio. Si nota inoltre che il Gruppo del Civetta ed il Gruppo della Moiazza costituiscono un secondo settore di supergruppo detto Dolomiti Agordine (oppure Dolomiti Nord-occidentali di Zoldo).

## Montagne
Le montagne principali sono:
- Monte Civetta - 3.220 m
- Pelmo - 3.169 m
- Pelmetto - 2.990 m
- Cima delle Sasse - 2.878 m
- Moiazza sud - 2.878 m
- Moiazza Nord - 2.870 m
- Torrione delle Nevere - 2.860 m
- Cima della Moiazzetta della Grava - 2.727 m
- Pan di Zucchero - 2.726 m
- Sasso di Bosconero - 2.468 m
- Sasso di Toanella - 2.430 m
- Sfornioi di Mezzo - 2.425 m
- Sassolungo di Cibiana - 2.413 m
- Cima Coldai - 2.403 m
- Rocchetta Alta di Bosconero - 2.400 m
- Monte Rite - 2.183 m
- Monte Crot - 2.158 m